# さまぁ〜ずの世界のすげぇにツイテッタ〜
『さまぁ〜ずの世界のすげぇにツイテッタ〜』（さまぁ〜ずのせかいのすげぇにツイテッタ〜）は、2014年10月12日から2015年3月1日まで、毎日放送（MBS）とテレビマンユニオンの共同製作により、TBS系列で毎週日曜日22:00 - 22:54（JST）に放送されていた紀行番組・バラエティ番組。さまぁ〜ずの冠番組。

## 概要
2013年10月から2014年9月まで1年間放送された『ホムカミ〜ニッポン大好き外国人 世界の村に里帰り〜』の企画・内容をリニューアルする形で開始された番組。レギュラー出演者と制作スタッフの一部は『ホムカミ』から続投し、レギュラー陣には中島健人（Sexy Zone）が新たに加わった。番組タイトルの「ツイテッタ〜」は「Twitter」と「付いて行った」の語呂合わせである。
日本や世界各国の様々な分野で活躍する“仕事人”や“人気者”などを密着取材しドキュメント番組のような演出も採り入れながら紹介するバラエティ番組として放送された。

## 出演者
MC
- さまぁ〜ず（大竹一樹・三村マサカズ）

レギュラーツイテッタ〜
- SHELLY
- 中島健人（Sexy Zone）

アラマッター（ご意見番マスコット人形）の声
- 荒俣宏[1]

ナレーター
- 小林清志
- 一龍斎貞友

## スタッフ
- 演出:河原剛、石原徹、保坂秀司、牧田潤也、宮岡義徳、成田智彦、野溝友也、大島明、佐藤京郎（テレビマンユニオンのディレクターが週替わりで担当）
- 構成:山名宏和、鮫肌文殊、一文無隼人
- 撮影:西徹、奥村恭介、小松正一
- VE:今西善助
- 編集:大川義弘・舛本賢治（2人共ビデオユニテ）
- スタジオ
  - TD:石毛雄己
  - カメラ:五十嵐剛、荒木哲志
  - VE:横川友之
  - AUD:渡邊拓
  - 照明:矢作和彦
  - TK:飛田亜也
  - 美術制作:橋本昌和
  - セットデザイン:きくちまさと
  - 美術進行:今井隆之
- FD:今野英一郎（テレビマンユニオン）
- ヘアメイク:大島千穂
- EED:米澤武史、寺嶋直子
- MA:青木雅春、原田圭吾
- 音効:四元裕二、山嵜裕児
- タイトル:佐々木理
- 技術デスク:伊藤加菜子
- リサーチ:伊藤暢子、大川恵子、岡瑠里子、若林剛樹
- AD:伊藤メグミ、田尻加奈、蜂谷時紀、浜田玲、齊藤真利、宇佐美優奈、篠原利恵
- 協力:IMAGICA、RASSPSL、CRAZY TV、ビデオユニテ、スウィッシュ・ジャパン、ティ・エル・シー、フジアール、テクノマックス
- 編成:山田陽輔（MBS）
- 宣伝:安藤ひと実（MBS）
- 制作プロデューサー:飯笹雅之・木村那帆（2人共テレビマンユニオン）
- キャスティングプロデューサー:藤村恵子（テレビマンユニオン）
- 海外デスク:津田環（テレビマンユニオン）
- 企画統括:安部修英（テレビマンユニオン）
- ライン統括:中村典和（テレビマンユニオン）
- スタジオ演出:新田亮介（MBS）
- VTR統括:鈴木隆司・宇都浩一郎（2人共テレビマンユニオン）
- 総合演出:国分禎雄（テレビマンユニオン）
- プロデューサー:上野大介（MBS）、関根聖一郎（テレビマンユニオン）
- 製作:テレビマンユニオン・毎日放送

## ネット局
| 放送対象地域   | 放送局                    | 系列    | 放送曜日・放送時間   | ネット状況 |
| -------------- | ------------------------- | ------- | -------------------- | ---------- |
| 近畿広域圏     | 毎日放送（MBS）           | TBS系列 | 日曜日 22:00 - 22:54 | 制作局     |
| 北海道         | 北海道放送（HBC）         | TBS系列 | 日曜日 22:00 - 22:54 | 同時ネット |
| 青森県         | 青森テレビ（ATV）         | TBS系列 | 日曜日 22:00 - 22:54 | 同時ネット |
| 岩手県         | IBC岩手放送（IBC）        | TBS系列 | 日曜日 22:00 - 22:54 | 同時ネット |
| 宮城県         | 東北放送（TBC）           | TBS系列 | 日曜日 22:00 - 22:54 | 同時ネット |
| 山形県         | テレビユー山形（TUY）     | TBS系列 | 日曜日 22:00 - 22:54 | 同時ネット |
| 福島県         | テレビユー福島（TUF）     | TBS系列 | 日曜日 22:00 - 22:54 | 同時ネット |
| 関東広域圏     | TBSテレビ（TBS）          | TBS系列 | 日曜日 22:00 - 22:54 | 同時ネット |
| 山梨県         | テレビ山梨（UTY）         | TBS系列 | 日曜日 22:00 - 22:54 | 同時ネット |
| 新潟県         | 新潟放送（BSN）           | TBS系列 | 日曜日 22:00 - 22:54 | 同時ネット |
| 長野県         | 信越放送（SBC）           | TBS系列 | 日曜日 22:00 - 22:54 | 同時ネット |
| 富山県         | チューリップテレビ（TUT） | TBS系列 | 日曜日 22:00 - 22:54 | 同時ネット |
| 石川県         | 北陸放送（MRO）           | TBS系列 | 日曜日 22:00 - 22:54 | 同時ネット |
| 静岡県         | 静岡放送（SBS）           | TBS系列 | 日曜日 22:00 - 22:54 | 同時ネット |
| 中京広域圏     | CBCテレビ（CBC）          | TBS系列 | 日曜日 22:00 - 22:54 | 同時ネット |
| 鳥取県・島根県 | 山陰放送（BSS）           | TBS系列 | 日曜日 22:00 - 22:54 | 同時ネット |
| 岡山県・香川県 | 山陽放送（RSK）           | TBS系列 | 日曜日 22:00 - 22:54 | 同時ネット |
| 広島県         | 中国放送（RCC）           | TBS系列 | 日曜日 22:00 - 22:54 | 同時ネット |
| 山口県         | テレビ山口（tys）         | TBS系列 | 日曜日 22:00 - 22:54 | 同時ネット |
| 愛媛県         | あいテレビ（ITV）         | TBS系列 | 日曜日 22:00 - 22:54 | 同時ネット |
| 高知県         | テレビ高知（KUTV）        | TBS系列 | 日曜日 22:00 - 22:54 | 同時ネット |
| 福岡県         | RKB毎日放送（RKB）        | TBS系列 | 日曜日 22:00 - 22:54 | 同時ネット |
| 長崎県         | 長崎放送（NBC）           | TBS系列 | 日曜日 22:00 - 22:54 | 同時ネット |
| 熊本県         | 熊本放送（RKK）           | TBS系列 | 日曜日 22:00 - 22:54 | 同時ネット |
| 大分県         | 大分放送（OBS）           | TBS系列 | 日曜日 22:00 - 22:54 | 同時ネット |
| 宮崎県         | 宮崎放送（mrt）           | TBS系列 | 日曜日 22:00 - 22:54 | 同時ネット |
| 鹿児島県       | 南日本放送（MBC）         | TBS系列 | 日曜日 22:00 - 22:54 | 同時ネット |
| 沖縄県         | 琉球放送（RBC）           | TBS系列 | 日曜日 22:00 - 22:54 | 同時ネット |